# Суцелл
Суцелл (лат. Sucellus — «тот, который хорошо бьёт») — бог в кельтской мифологии. Упоминания о нём были найдены в Нарбоннской Галлии, в Верхней Германии, в Бельгийской Галлии и даже в Англии.
Суцелл изображали бородатым человеком зрелого возраста, одетым в стянутую поясом тунику, штаны и сапоги.
Главный атрибут — колотушка или молот, который он держит в левой руке. В правой руке изображают различные предметы: круглая ваза, серп, палица, сиринга, горшок и даже кошелёк с деньгами.